# Віддана (роман)
«Віддана» (англ. «Devoted») — другий роман підліткового циклу американської артистки Гіларі Дафф та Еліз Аллен із безіменної трилогії. Сиквел до попередника і бестселера за підрахунками продажів за версією газети New York Times «Еліксир». Книга надійшла у доступ для книжкових дистриб'юторів 11 жовтня 2011.
Видання у м'якій обкладинці вийшло 6 листопада 2012.

## Сюжет
Після того як Сейджа викрали, Клей не має жодного уявлення про його долю: чи живий він, чи мертвий. І хоча вона лише нещодавно дізналася, що вони є душевними напарниками, дівчина відчуває, що частина неї була загублена назавжди. Найгірше те, що вона навіть не може звернутися до свого найкращого друга Бена, оскільки кожен раз, коли дивиться на нього — Клей бачить зраду.
Сидіти і чекати на чудо не є варіантом, тому Клей готова до дій. Страждаючи через сни, в котрих вона бачить Сейджа з іншою жінкою, Клей приходить до нелегкого рішення об'єднатися із ворогами Сейджа, аби возз'єднатися з ним знову... у цьому житті, або ж наступному.

## Процес створення
Після випуску книги «Еліксир» в 2010, Дафф багаторазово зазначала, що напише декілька сиквелів. Дафф сказала, що не прийшла до конкретного бачення розгортання події у продовженні, і що вона та її напарниця по письмі, Еліз, поки що просто граються із різними ідеями. 18 жовтня 2010 на своєму Twitter Дафф написала щодо сиквелу: "Не вірю, що стільки людей вже прочитало книгу! Ураааа! Починаю наступну через два тижні".
У інтерв'ю із MTV Дафф сказала, що "«Віддана» фактично розпочинається там, де закінчився «Еліксир»; Клей має відповісти на багато запитань та прийняти багацько рішень." Дафф також підтвердила плани на третю книгу та сказала, що "не думаю, що до цього треба буде довго чекати. Це буде завершенням всього: де вони зараз і що ж таки сталося із Еліксиром; у чиїх руках він знаходиться; що трапиться із Сейджем."

## Продовження
У липні 2012 Дафф оголосила, що її третя та остання книга із трилогії буде називатися «Правда». Її реліз відбувся 16 квітня 2013 через видавництво Simon & Schuster.